# Бредіхін Федір Олександрович
Фе́дір Олекса́ндрович Бреді́хін (рос. Фёдор Алекса́ндрович Бреди́хин; 8 грудня 1831, Миколаїв — 14 травня 1904, Санкт-Петербург) — російський астроном, академік Санкт-Петербурзької академії наук.

## Біографія
Ф. О. Бредіхін народився 8 грудня 1831 року в Миколаєві. Навчався в пансіоні при Рішельєвському ліцеї в Одесі.
У 1855 році закінчив фізико-математичний факультет Московського університету і був залишений в університеті для отримання професорського звання.
В 1862 році захистив магістерську дисертацію, а у 1865 році — докторську дисертацію.
З 1863 року обіймав посаду екртаординарного професора. а з 1965 року — ординарного професора Московського університету. В 1873—1876 роках був деканом фізико-математиченого факультету. У 1882 році став заслуженим професором.
В 1869 році працював у Київському університеті.
Протягом 1873—1890 років був директором Московської астрономічної обсерваторії, а у 1890—1895 роках — директором Пулковської астрономічної обсерваторії.
У 1890 році обраний дійсним членом (академіком) Санкт-Петербурзької Академії Наук.
Помер 14 травня 1904 року у Санкт-Петербурзі.

## Наукова діяльність
Основні праці присвячені вивченню комет. Дослідження з теорії кометних форм і походження періодичних комет та метеорних потоків здобули всесвітнє визнання («Етюди про походження космічних метеорів та утворення їхніх потоків» (1903), «Про хвости комет» (2-е вид. 1934)). Праці Бредіхіна, продовжені учнями й послідовниками, сприяли створенню Московської школи кометної астрономії.
Опублікував понад 200 наукових праць і кілька науково-популярних статей.
Був президентом Товариства випробувачів природи (1886–1890 рр.), членом Німецької академії природодослідників «Леопольдина» (1883 р.), Італійського товариства спектроскопій (1889 р.), членом Бюро довгот в Парижі (1894 р.) і інших наукових товариств.

#### Праці
- О хвостах комет (магистерская диссертация, 1862). — М.-Л., 1934.
- Recherches sur les queues des cometes.//Анналы Московской обсерватории. — 1879-80. — Т. V, VI, VII.
- Sur l'origine des cometes periodiques// Анналы Московской обсерватории. — 1890. — 2 серия, т. И.
- Sur I'origine des etoiles filantes// Анналы Московской обсерватории. — 1890. — 2 серия, т. И.
- Prof. Th. Bredichin's mechanische Untersuchungen übeг Cometenformen. In systematischer Darstellung von R. Jaegermann. — St. Petersburg , 1903.

## Вшанування пам'яті
- Ім'ям Ф. О. Бредіхіна названо астероїд головного поясу, 786 Бредіхіна;
- В 1946 році Академія Наук СРСР встановила премію імені Ф. О. Бредіхіна, яка присуджується за визначні праці в галузі астрономії.
- У місті Миколаїв провулок Герцена перейменували на провулок Фредеріка Бредіхіна.